# (2467) Kollontai
(2467) Kollontai est un astéroïde de la ceinture principale.

## Description
(2467) Kollontai est un astéroïde de la ceinture principale. Il fut découvert le 14 août 1966 à Nauchnyj par Lioudmila Tchernykh. Il présente une orbite caractérisée par un demi-grand axe de 2,21 UA, une excentricité de 0,16 et une inclinaison de 5,8° par rapport à l'écliptique.

## Compléments